# BAC 1-11
Die BAC 1-11 ist ein zweistrahliges Passagierflugzeug des britischen Herstellers British Aircraft Corporation. Sie ist als Tiefdecker mit T-Leitwerk ausgelegt. Die beiden Triebwerke sind seitlich am Heck angebracht. Die Maschine entstand als strahlgetriebene Nachfolgerin des Turboprop-Musters Vickers Viscount. Das letzte aktive Exemplar wurde im Mai 2019 außer Dienst gestellt.

## Entwicklung

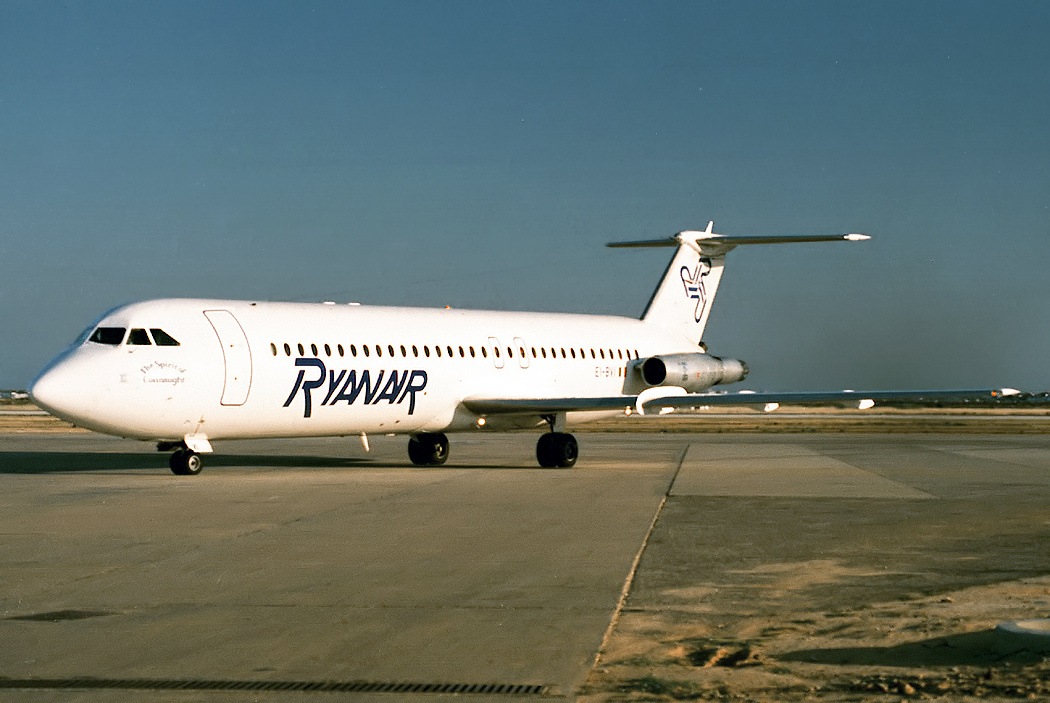
Eine BAC 1-11 der Ryanair

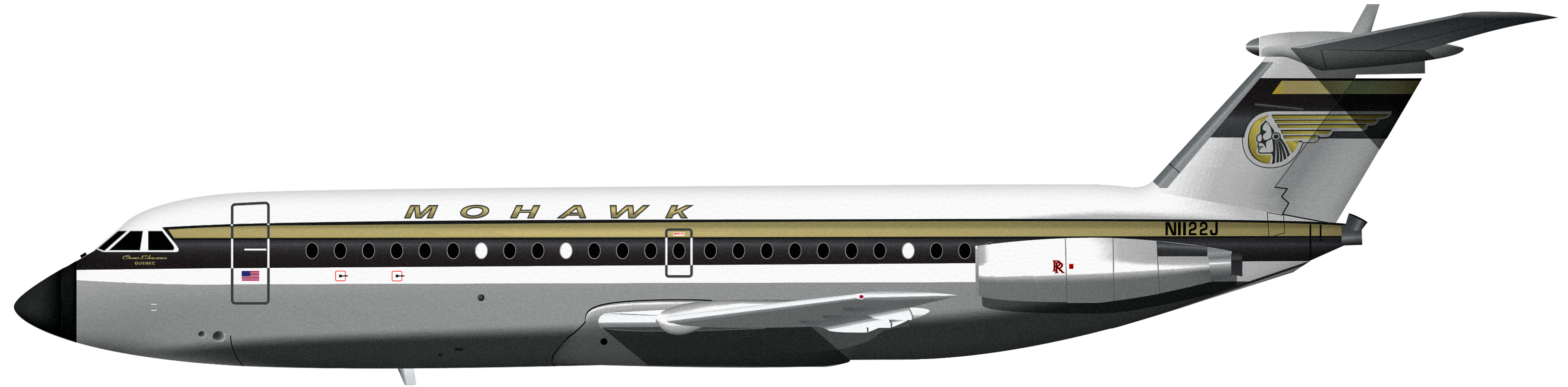
Zeichnung einer BAC 1-11 der Mohawk Airlines

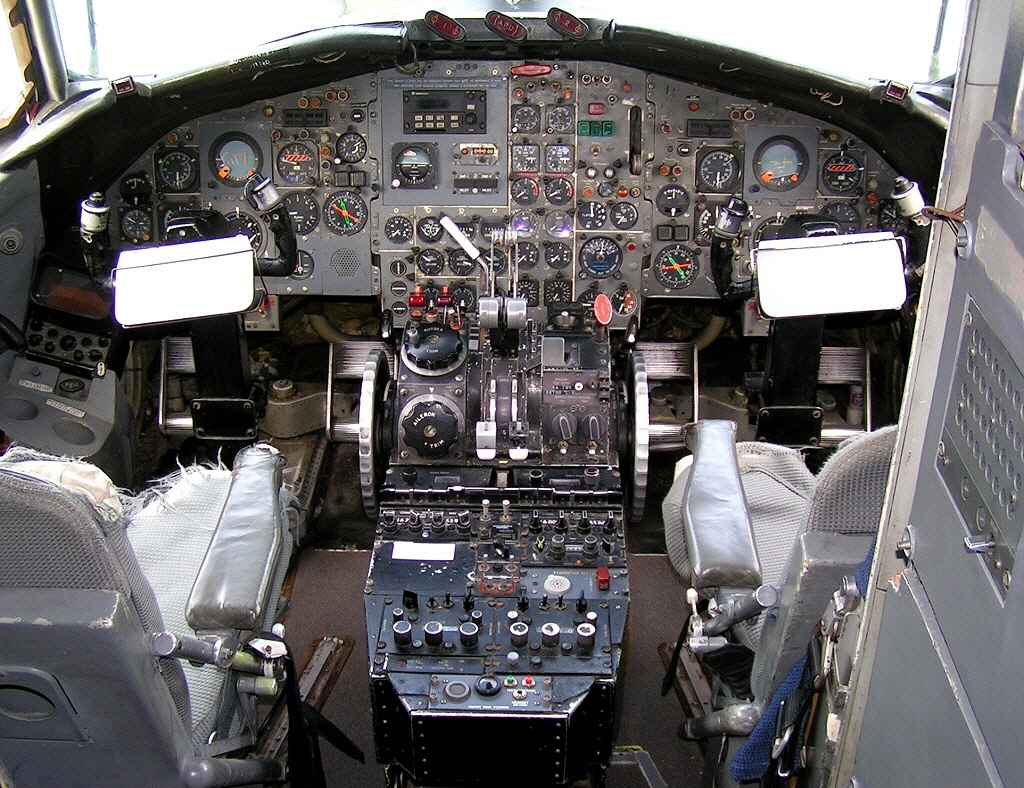
Cockpit der BAC 111-510ED One-Eleven der AB Airlines

Die Ursprünge der 1-11 gehen auf den von der Hunting Percival Ltd. ausgearbeiteten 32-sitzigen Entwurf P-107 (später H-107) von 1956 zurück. Es war vorgesehen, das Flugzeug mit zwei Bristol-Orpheus-Triebwerken auszurüsten, doch fiel im September 1958 die Entscheidung für das Mantelstromtriebwerk Bristol Siddeley BS-75. Die Entwicklungsarbeiten wurden jedoch bis 1960, als Hunting von der British Aircraft Corporation (BAC) übernommen wurde, aus Kostengründen eingestellt. BAC verschmolz den Entwurf mit dem der ebenfalls nicht verwirklichten Vickers VC-11. Unter der neuen Bezeichnung BAC-107 erhielt das Projekt nun größere Abmessungen zur Aufnahme von zunächst 65 Passagieren in Reihen zu je fünf Sitzen sowie ein T-Leitwerk. Weitere Veränderungen an der Konstruktion führten schließlich zur BAC-111 (BAC 1-11), die im Mai 1961 angekündigt wurde. Die ganz aus Metall gefertigte Maschine verfügte über ein einziehbares Bugradfahrwerk und eine Druckkabine. Als Triebwerke waren die damals für die Hawker Siddeley Trident in Entwicklung stehenden Rolls-Royce-Spey-Triebwerke vorgesehen. Die Passagierkabine wurde für 69 Fluggäste ausgelegt. Zeitgleich mit der Veröffentlichung der ersten Detailangaben über das neue Flugzeug gab BAC am 9. Mai 1961 die Bestellung von zehn Exemplaren für die British United Airways (BUA) bekannt. Schon mit der zweiten Bestellung über sechs Flugzeuge für die Braniff Airways konnte BAC am 23. Oktober 1961 in den amerikanischen Markt eindringen. Bis zum Erstflug der 1-11 lagen bereits Bestellungen für 45 Flugzeuge vor. Der Marktdurchbruch deutete sich an, als American Airlines, eine der „Big Five“, der größten fünf Fluggesellschaften, 15 One-Eleven fest bestellte und auf weitere 15 optionierte. Die Bestellung von American war die erste für die Series 400, einer speziell auf den amerikanischen Markt zugeschnittenen Variante mit einigen Änderungen (unter anderem an den Landeklappen und am Bremssystem) zur Erfüllung der besonderen amerikanischen Lufttüchtigkeitsbestimmungen.
Im Mai 1963 hatte BAC die ursprüngliche Ausführung in Series 200 und die Variante mit den stärkeren Spey-Triebwerken, einem zusätzlichen Treibstofftank im Mittelflügel zur Verbesserung der Reichweite und höherem Startgewicht und Nutzlast (39.463 kg) in Series 300 benannt. Die Series 400 hatte dieselben Triebwerke und Zelle wie die Reihe 300, doch wurde das maximale Startgewicht auf 35.835 kg reduziert, um den amerikanischen Fluggesellschaften den Betrieb des Flugzeugs mit einer zweiköpfigen Besatzung zu ermöglichen.

## Einsatz
Der Erstflug des Prototyps G-ASHG fand am 20. August 1963 auf dem Flughafen Hurn statt. Am 22. Oktober 1963 ging das Flugzeug bereits durch einen Absturz verloren; alle sieben Insassen wurden dabei getötet. Ursache war ein unerwartetes Überziehverhalten mit totalem Verlust der Höhenruderwirkung, dem sogenannten Deep Stall.
Nach umfangreichen System-Modifikationen erfolgte die britische Verkehrszulassung für die 1-11 am 6. April 1965. Bereits drei Tage später, am 9. April 1965, konnte die BUA ihre ersten 1-11 im Streckendienst einsetzen, gefolgt von Braniff am 25. April 1965. Die amerikanische Verkehrszulassung war am 15. April 1965 erteilt worden. Gegenüber dem ersten westlichen Kurzstreckenjet, der Sud Aviation Caravelle, erwiesen sich die gewählten Triebwerke als wesentlich sparsamer, so dass die BAC 1-11 den wachsenden Markt der kleinen Jets zunächst fast alleine bedienen konnte.
Die erste für American bestimmte Maschine (G-ASYD) der Series 401 („401“ wegen Änderungen für amerikanische Bestimmungen) absolvierte am 13. Juli 1965 ihren Erstflug, und die US-Verkehrszulassung für diese Version wurde am 22. November 1965 erteilt. Der erste Streckeneinsatz bei American erfolgte am 6. März 1966.
Die Flugzeuge der 200-, 300- und 400-Serie besaßen, abgesehen von längeren Triebwerksgondeln der Varianten 300 und 400, dieselben Abmessungen, doch war die „Series 400“ die erfolgreichste. Von ihr kamen 69 Exemplare zur Auslieferung, wohingegen von der „Series 200“ 56 Maschinen und von der „Series 300“ nur neun Flugzeuge verkauft werden konnten.
Die Series 500 (auch „Super One-Eleven“ genannt) hatte einen längeren Rumpf und konnte bis zu 97, in enger Bestuhlung sogar 119 Passagiere aufnehmen. BAC plante bereits geraume Zeit die Produktion einer gestreckten Variante, doch konnte diese Idee erst durch eine Bestellung der BEA über vorerst zehn Maschinen realisiert werden. Der Rumpf dieser Variante wurde gegenüber den vorigen Modellen um 4,11 m und die Spannweite um 1,20 m vergrößert. Als Triebwerk kam das leistungsstärkere Spey 512-14 mit einer Startleistung von 43,55 kN zum Einbau. Ein firmeneigenes Flugzeug der Reihe 400 wurde zum Prototyp der neuen Serie umgebaut und absolvierte seinen Jungfernflug bereits am 30. Juni 1967, zunächst mit Spey-511-Triebwerken. Das erste Serienflugzeug flog am 7. Februar 1968 und wurde am 18. August 1968 für die BEA mit einem maximalen Startgewicht von 41.950 kg zugelassen. Anschließend erfolgte die erweiterte Zulassung mit Spey-512-14DW-Triebwerken und Wassereinspritzung bei einer Startleistung von 54,5 kN, wodurch das maximale Startgewicht auf 45.200 kg angehoben werden konnte. Durch die Installation eines zusätzlichen Treibstofftanks im hinteren Frachtraum konnte die Reichweite vergrößert werden, und das Muster wurde für ein maximales Startgewicht von 47.400 kg zugelassen, wobei verstärkte Flügelflächen und Fahrwerke das Mehrgewicht kompensierten. Diese Leistungsmerkmale machten es zum bevorzugten Flugzeug im Charterverkehr von kleineren Flughäfen zu Sonnenzielen im südlichen Europa.

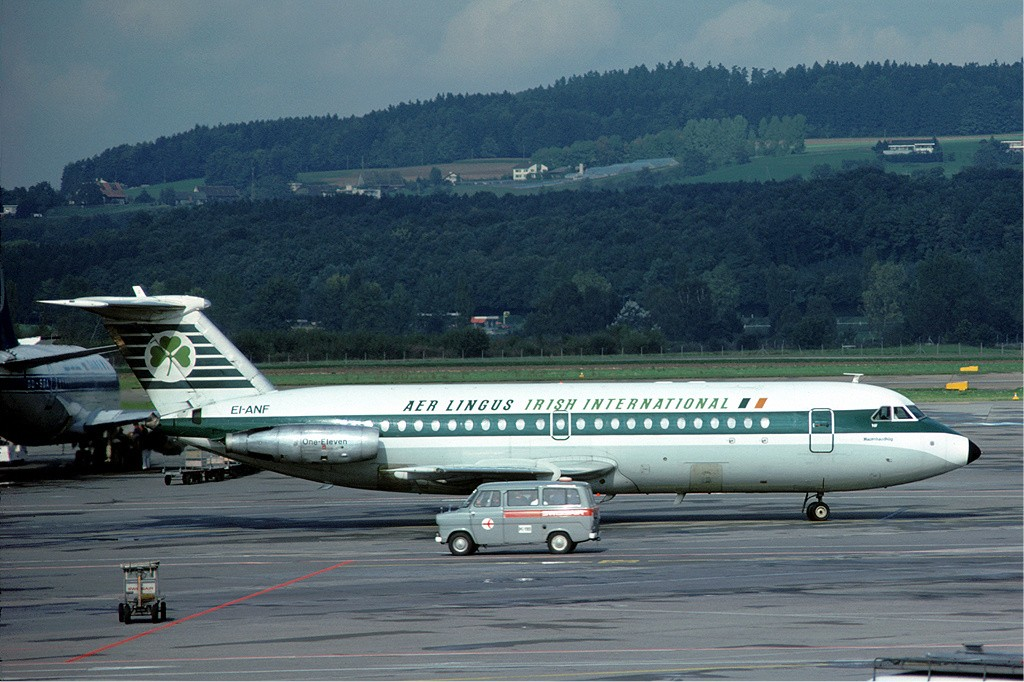
BAC 1-11 der Aer Lingus am Flughafen Zürich, Juli 1975

Zu den Gesellschaften, welche die Variante flogen, gehörten neben BEA (später British Airways), British Caledonian Airways, British Midland Airways, Philippine Air Lines (PAL) und Transbrasil auch viele Charterairlines. Auch die Swissair setzte die One-Eleven (je eine „Series 200“, „Series 300“ sowie eine „Series 500“) für einen kurzen Zeitraum wegen Lieferverzögerungen bei ihren Douglas DC-9 ein. In Österreich wurde in den 1970er-Jahren geprüft, ob zur damals anstehenden Flottenerneuerung der Austrian Airlines One-Elevens oder DC-9 angeschafft werden sollten. Die Entscheidung fiel gegen die BAC 1-11 und für die DC-9 sowie in weiterer Folge für die davon abgeleitete MD-80-Reihe, für die Austrian Airlines und Swissair Erstkunden waren. Mitte der 1980er-Jahre stießen zwei in Rumänien gebaute (siehe unten) BAC 1-11 zur Flotte der österreichischen Gesellschaft Lauda Air, die damals von der rumänischen Fluggesellschaft TAROM geleast wurden. In Deutschland flog die BAC 1-11 bei der Bavaria Fluggesellschaft (400- und 500-Serie), Bavaria Germanair (400- und 500-Serie), Germanair (400- und 500-Serie), Hapag-Lloyd (500-Serie) und Paninternational (500-Serie) im Charterdienst. Zudem wurde am 29. Januar 1966 eine Privatmaschine (200-Serie) an den deutschen Unternehmer Helmut Horten ausgeliefert. Diese Maschine war weltweit die erste BAC 1-11, die als Geschäftsreiseflugzeug eingesetzt wurde.
Die letzte One-Eleven-Version, die von BAC verkauft werden konnte, war die Series 475 für den Betrieb von hochgelegenen und heißen Flughäfen. Das Muster vereinigt in sich den kurzen Rumpf der „Series 400“ mit den größeren Tragflächen und den stärkeren Triebwerken der „Series 500“. Hinzu kamen Niederdruckreifen, die eine Änderung der Radschächte erforderlich machten. Der Entwicklungsträger der Reihen 400/500 wurde abermals umgebaut und flog am 27. August 1970 als Prototyp der neuen Version, gefolgt von der ersten Serienmaschine am 5. April 1971. Das Muster erhielt seine Luftverkehrszulassung im Juni 1971, und die peruanische Faucett de Aviacion erhielt die erste „475“ im darauffolgenden Monat. Da BAC für diese Variante keinen ausreichenden Kundenkreis aufbauen konnte, wurden nur zehn Maschinen verkauft. Im Jahr 1977 wurde die „One-Eleven 670“, ein leiserer und verbesserter Typ 475, für den japanischen Inlandsmarkt angeboten, fand aber keine Abnehmer.
Hier machte sich das zunehmende Passagieraufkommen bemerkbar. Die BAC One-Eleven konnte nicht mehr vergrößert werden, wohingegen die inzwischen etablierten Konkurrenten Boeing 727 und Douglas DC-9 bei ähnlichen Kosten mehr Passagiere befördern konnten.

## Ende der Produktion und Verbleib des Musters
Auf dem britischen Flughafen Bournemouth endete 1980 die Serienproduktion der One-Eleven; im Februar und April 1984 wurden jedoch noch zwei Maschinen der Series 400/475 als Geschäftsreiseflugzeuge fertiggestellt. Im Jahr 1979 schloss British Aerospace eine Vereinbarung mit dem nationalen Zentrum der rumänischen Flugzeugindustrie (IAR), aufgrund derer in Rumänien eine Fertigungsstraße für die BAC 1-11 Series 500 eingerichtet werden sollte. Der Vertrag beinhaltete die Lieferung von drei kompletten One-Eleven und 22 Bausätzen aus England. Im Anschluss an deren Fertigung sollte CNIAR 60 ROMBAC 670 für den rumänischen Eigenbedarf und den Export in die Staaten des damaligen Ostblocks herstellen. Diese großen Pläne konnten aber nicht verwirklicht werden, so dass nur neun der als One-Eleven „561RC“ bezeichneten Flugzeuge in Rumänien für die nationale TAROM gebaut wurden. Von einer geplanten Frachtversion der 1-11 wurde nur ein Exemplar der „Series 400“ gebaut und im Juli 1981 an TAROM ausgeliefert.
In den USA rüstete die Firma Dee Howard 1990 zwei „Series 400“ als One-Eleven-2400 mit modernen Fanjet-Triebwerken vom Typ Rolls-Royce Tay 650 aus. Der Erstflug dieser Variante (N650DH) war am 2. Juli 1990 und die Luftverkehrszulassung wurde für 1991 angestrebt. Mit Ausnahme von Kiwi International Air Lines (elf Bestellungen, plus fünf Optionen) fanden sich aber keine Abnehmer für dieses als Gebrauchtmodell zu teure Flugzeugmuster. Anschließend wurde die erfolgversprechende One-Eleven-2500 projektiert, die aus der „Series 561RC“ unter Einbeziehung der CNIAR entwickelt werden sollte. Als Antrieb wurde, wie für die „-2400“, das Tay-650-Triebwerk ausgewählt. Da das Kundeninteresse für diese Version ebenfalls ausblieb, wurde das Projekt aus ökonomischen Gründen 1995 endgültig gestoppt.

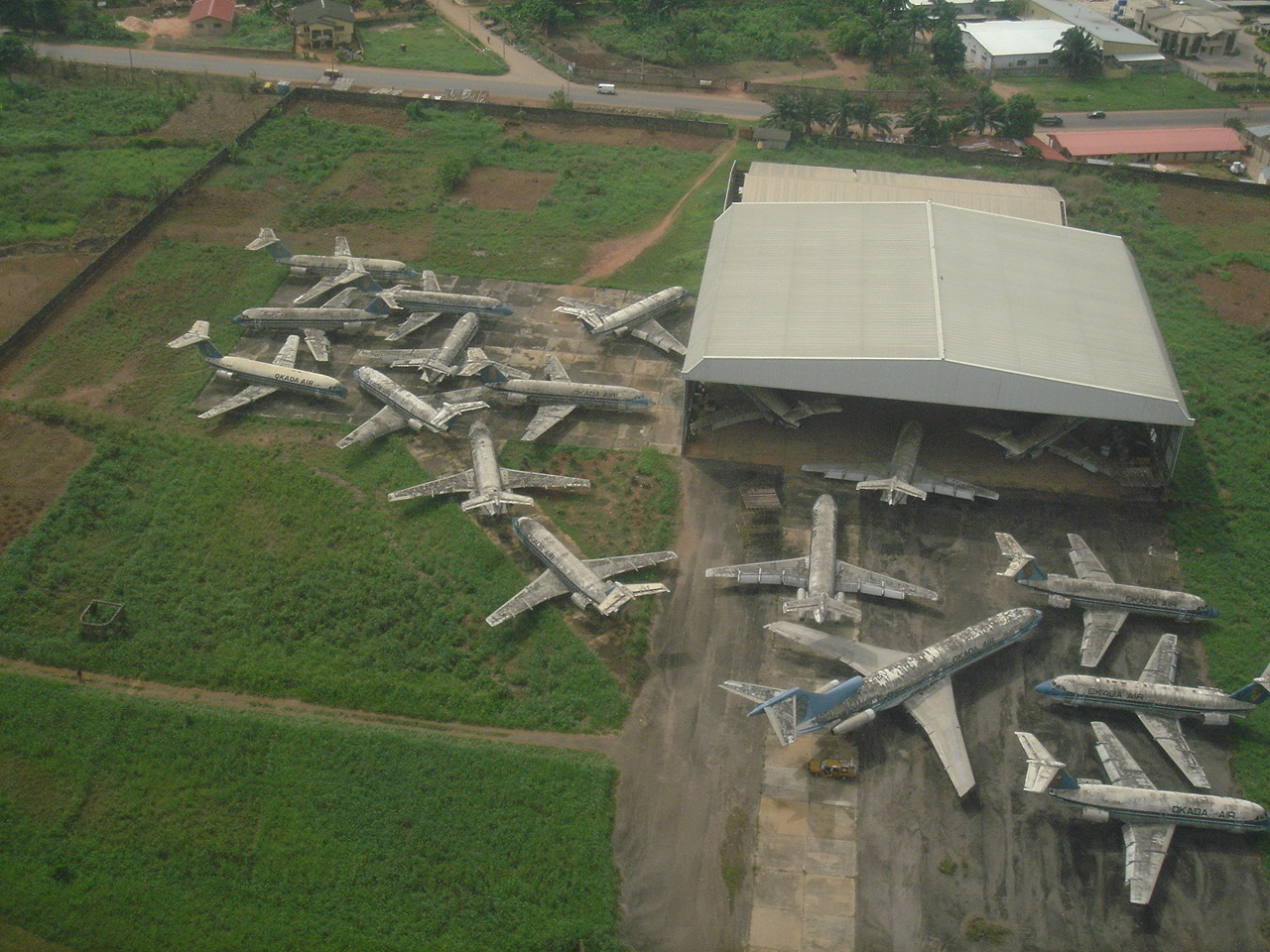
Insgesamt 17 abgestellte BAC 1-11 und eine Boeing 727 der ehemaligen Okada Air am Flughafen von Benin City, 2006

British Airways, die einmal mit 40 Maschinen über die größte 1-11-Flotte verfügte, musterte den Flugzeugtyp zum Jahresende 1992 aus. Fast die gesamte Flotte wurde von der in Bournemouth ansässigen European Aviation übernommen. Um die Einsatzzeit der extrem lauten One-Eleven zu verlängern, entwickelte dieses Unternehmen seit 1995 zusammen mit Quiet Technologies of Florida einen Schalldämpfer nach ICAO Annex Stage 3. Mitte 1999 standen von insgesamt 245 (236 von BAC sowie neun von CNIAR) gebauten One-Eleven-Serienmustern noch 131 Exemplare weltweit im Einsatz.
Weitere 73 One-Eleven sind eingelagert und zurzeit ohne Fluggenehmigung (Stand 2013). Neun Flugzeuge sind in Museen in Großbritannien, Dänemark, Chile und Argentinien erhalten. Die letzten drei regelmäßig eingesetzten BAC 1-11 flogen bei der Royal Air Force of Oman für Transporte von Militärangehörigen oder VIPs. Das letzte Exemplar dort wurde am 14. Juli 2010 ausgemustert.
Die letzte flugtüchtige 1-11 in Großbritannien (Werknr. 263) wurde von QinetiQ betrieben und am 26. April 2013 nach Cornwall zur Ausstellung im Rahmen der Classic Air Force überführt und dort außer Dienst gestellt.
Seit Mai 2013 waren noch zwei Maschinen in Betrieb; beides Testflugzeuge von Northrop Grumman, um das Radargerät AN/APG-81 für die F-35 zu erproben. Die letzte bei Northrop Grumman aktiv genutzte 1-11 mit dem Luftfahrzeugkennzeichen N162W wurde am 7. Mai 2019 außer Dienst gestellt.

## Militärische Nutzung
Australien
- Royal Australian Air Force 2 von 1967 bis 1990

 Brasilien
- Força Aérea Brasileira

 Oman
- Royal Air Force of Oman

 Philippinen
- Luftwaffe (1974–1984)

 Vereinigtes Königreich
- Royal Air Force
  - Empire Test Pilots’ School
  - Royal Aircraft Establishment

## Zwischenfälle
Vom Erstflug 1963 bis zum Betriebsende im Mai 2019 kam es zu insgesamt 31 Totalverlusten der BAC 1-11. Bei 18 tödlichen Unfällen kamen 430 Menschen ums Leben. Auszüge:
- Am 6. August 1966 stürzte eine BAC 1-11-203AE der Braniff International Airways (Luftfahrzeugkennzeichen N1553) bei Falls City in Nebraska ab, nachdem die Maschine in der Luft durch extreme Turbulenzen auseinandergebrochen war. Alle 42 Passagiere und Besatzungsmitglieder kamen bei dem Absturz ums Leben (siehe auch Braniff-International-Airways-Flug 250).[9]

- Am 23. Juni 1967 stürzte eine BAC 1-11 204AF der Mohawk Airlines auf der Strecke von Elmira nach Washington, D.C. nach einem Brand im Heck und dem Ausfall der Höhenruder über Blossburg in Pennsylvania ab. Alle 34 Insassen kamen ums Leben (siehe auch Mohawk-Airlines-Flug 40).[10]

- Am 14. Januar 1969 brachen die Piloten einer BAC-111-201AC der British United Airways (G-ASJJ) auf dem Weg nach London-Gatwick am Flughafen Mailand-Linate (Italien) den Start ab, nachdem die Maschine schon abgehoben hatte. Das Flugzeug wurde zerstört, aber alle 7 Besatzungsmitglieder und 26 Passagiere überlebten.[11]

- Am 12. September 1969 wurde eine BAC 1-11-402AP der Philippine Airlines (PI-C1131) im Anflug auf den Flughafen Manila gegen einen Berg geflogen. Durch diesen CFIT (Controlled flight into terrain) wurden vier Besatzungsmitglieder und 41 Passagiere getötet, ein Passagier und ein Besatzungsmitglied überlebten den Unfall.[12]

- Am 19. Juli 1970 schoss auf dem Flughafen Girona eine BAC 1-11 Series 400 der Bavaria Fluggesellschaft beim Start über das Bahnende hinaus und wurde stark beschädigt.[13]

- Am 7. Dezember 1970 stürzte eine umgeleitete BAC 1-11-424EU im Landeanflug auf den Flughafen Constanța in Rumänien bei dichtem Nebel 5 Kilometer vor der Landebahn ab. 19 der 27 Insassen verloren ihr Leben.[14]

- Am 6. September 1971 musste eine BAC 1-11-515FB der Paninternational (D-ALAR) kurz nach dem Start vom Flughafen Hamburg auf der Autobahn A7 bei Hasloh nördlich von Hamburg notgelandet werden. Das Flugzeug kollidierte mit einer Autobahnbrücke und zerbrach in mehrere Teile. Von den 121 Insassen des Fluges 112 starben 22, 99 überlebten. In die Tanks für die Wassereinspritzung zur Steigerung der Startleistung der Triebwerke war anstelle von reinem demineralisiertem Wasser zusätzlich Kerosin gefüllt worden (siehe auch Paninternational-Flug 112).[15]

- Am 23. Mai 1976 wurde eine BAC 1-11-527FK der Philippine Airlines (RP-C1161) von sechs islamischen Terroristen auf den Flughafen Zamboanga auf Mindanao entführt und dort festgehalten. Nach dem Eingreifen der Rettungstruppen eskalierte die Situation und es kam zu einem Schusswechsel und zur Zündung mehrerer Handgranaten durch die Entführer, wobei 10 Passagiere und drei der Terroristen getötet wurden. Die anderen drei wurden zum Tode verurteilt. Das Flugzeug wurde irreparabel beschädigt.[16]

- Am 21. November 1977 wurde eine BAC 1-11-420-EL auf einem Flug der argentinischen Austral Líneas Aéreas (LV-JGY) im Landeanflug auf den Flughafen Bariloche 21 Kilometer östlich des Ziels ins Gelände geflogen. Die Maschine kam vom Flughafen Buenos Aires-Jorge Newbery, zusammen mit zwei weiteren BAC 1-11 der Austral. Auf den Charterflügen sollte eine große Gruppe von Touristen befördert werden, überwiegend frisch getraute Hochzeitspaare. Bei einer Art Rennen schob sich die LV-JGY vor die anderen, indem die Piloten beim Fliegen einer Abkürzung in einen Hügel flogen. Bei diesem CFIT (Controlled flight into terrain) wurden von den 79 Passagieren und Besatzungsmitgliedern 46 getötet; bei diesem zweitschwersten Unfall einer BAC 1-11 überlebten nur 33 Passagiere.[17][18]

- Am 7. Mai 1981 stürzte eine BAC 1-11-529FR der Austral Líneas Aéreas (LV-LOX) im Landeanflug auf den Flughafen Buenos Aires-Jorge Newbery in den Río de la Plata, wobei keine der 31 Personen an Bord den Unfall überlebte. In der Nähe eines heftigen Gewitters hatten die Piloten die Kontrolle über das Flugzeug verloren.[19]

- Am 4. August 1984 überrollte eine BAC 1-11-527FK der Philippine Airlines (RP-C1182) bei der Landung auf dem Flughafen Tacloban (Philippinen) das Landebahnende 36 um etwa 30 Meter und fiel ins Meer. Alle 75 Insassen, fünf Besatzungsmitglieder und 70 Passagiere, überlebten den Unfall.[20]

- Am 21. Juli 1989 rutschte eine BAC 1-11-516FP der Philippine Airlines (RP-C1193) bei der Landung auf dem Flughafen Manila (Philippinen) bei starkem Regen von der Landebahn. Sie überrollte dabei auch das Landebahnende und kreuzte eine Straße, wobei sie etliche Fahrzeuge zerstörte. Alle 98 Insassen, fünf Besatzungsmitglieder und 93 Passagiere, überlebten den Unfall, aber 8 Insassen von Fahrzeugen wurden getötet.[21]

- Am 10. Juni 1990 kam es auf einem Flug der British Airways von Birmingham nach Málaga etwa zehn Minuten nach dem Start zu einem folgenschweren Zwischenfall: Infolge eines Wartungsfehlers wurde im Steigflug durch den Kabinendruck die linke Windschutzscheibe aus dem Flugzeug gesprengt, worauf der Kapitän beinahe aus dem Flugzeug gesaugt wurde und die Maschine in Southampton notlanden musste. Bei diesem Zwischenfall kam niemand ums Leben, jedoch war er der Auslöser zur Beachtung der sogenannten menschlichen Faktoren in der Flugzeugwartung (siehe auch British-Airways-Flug 5390).[22]

- Am 26. Juni 1991 musste eine BAC 1-11-402 AP der Okada Air 10 Kilometer vom Flughafen Sokoto entfernt notlanden, nachdem der Maschine beim Fliegen von Warteschleifen der Treibstoff ausgegangen war. 4 der 53 Insassen starben. Die Maschine war auf einem Flug von Lagos nach Kano wegen widriger Wetterverhältnisse nach Sokoto umgekehrt, konnte den dortigen Flughafen jedoch nicht anfliegen, da er am Abend bereits geschlossen und die Befeuerung abgeschaltet war (siehe auch Flugunfall einer BAC 1-11 der Okada Air bei Sokoto).[23]

- Am 18. September 1994 verunglückte eine BAC 1-11-515FB der nigerianischen Oriental Airlines (5N-IMO) beim vierten Landeversuch auf dem Flughafen Tamanrasset, Algerien, wobei 5 der 39 Personen an Bord getötet wurden (siehe auch Flugunfall der Oriental Airways in Tamanrasset).[24]

- Am 30. Dezember 1995 setzte eine BAC 1-11-525FT der rumänischen TAROM (YR-BCO) hart auf der Landebahn in Istanbul auf, woraufhin das Bugfahrwerk einbrach und die Maschine seitlich von der Bahn rutschte. Es gab keine Todesopfer, die Maschine wurde jedoch irreparabel beschädigt.[25]

- Am 7. Juni 1997 schlug erneut eine BAC 1-11-525FT der TAROM (YR-BCM) bei der Landung auf dem Flughafen Stockholm/Arlanda hart auf die Bahn auf und wurde strukturell irreparabel beschädigt.[26]

- Am 29. Juli 1997 schoss eine BAC 1-11 203AE im nigerianischen Calabar bei starkem Regen über die Landebahn hinaus. Ein Passagier kam dabei ums Leben (siehe auch Flugunfall der ADC Airlines bei Calabar).[27]

- Am 4. Mai 2002 ereignete sich mit 149 Toten der mit Abstand schwerste Unfall einer BAC 1-11. Kurz nach dem Start in Kano (Nigeria) stürzte die BAC 111-500 (5N-ESF) der EAS Airlines infolge eines Strömungsabrisses auf mehrere Häuser und ging in Flammen auf. Von den 77 an Bord befindlichen Insassen starben 71, außerdem kamen 78 Personen am Boden ums Leben; fünf Passagiere und ein Besatzungsmitglied überlebten den Absturz. Nach 52 Tagen Standzeit war in die Unfallmaschine ein Triebwerk einer anderen eingebaut worden, die aus dem Verkehr gezogen war. Zehn Stunden nach dem Triebwerkswechsel kam es zum Absturz (siehe auch EAS-Airlines-Flug 4226).[28]

## Technische Daten
| Kenngröße             | Series 500                                                                     | Series 300                                                              |
| --------------------- | ------------------------------------------------------------------------------ | ----------------------------------------------------------------------- |
| Besatzung             | 2                                                                              | 2                                                                       |
| Passagiere            | 98–119                                                                         | 79                                                                      |
| Länge                 | 32,61 m                                                                        | 28,50 m                                                                 |
| Spannweite            | 28,50 m                                                                        | 26,97 m                                                                 |
| Höhe                  | 7,47 m                                                                         | 7,47 m                                                                  |
| Flügelfläche          | 95,78 m²                                                                       | 91 m²                                                                   |
| Flügelstreckung       | 8,5                                                                            | 8,0                                                                     |
| Leermasse             | 24.454 kg                                                                      | 22.100 kg                                                               |
| max. Startmasse       | 47.700 kg                                                                      | 39.000 kg                                                               |
| Reisegeschwindigkeit  | 790 km/h                                                                       | 790 km/h                                                                |
| Höchstgeschwindigkeit | 871 km/h                                                                       | 882 km/h                                                                |
| Dienstgipfelhöhe      | 10.670 m                                                                       | 11.000 m                                                                |
| Reichweite            | 3484 km                                                                        | 2040 km                                                                 |
| Triebwerke            | 2 × Mantelstromtriebwerk Rolls-Royce Spey RB.163 Mk.512-14DW, je 55,8 kN Schub | 2 × Mantelstromtriebwerk Rolls-Royce Spey RB.163 Mk.511, je 51 kN Schub |